# Anna Filosofova
Anna Pavlovna Filosofova (ryska: Анна Павловна Философова), född augusti 1837, död mars 1912, var en rysk feminist. Hon var, jämsides med Nadezjda Stasova (1835–1895), en av de två mest framstående ledarna för den första organiserade feminismen i Ryssland. Hon arbetade främst för fler utbildningsmöjligheter för båda könen.

## Biografi
Filosofova föddes i en förmögen adelsfamilj och utbildades privat. Hon var medlem i en av de många litterära diskussionsklubbar som hade uppkommit efter Krimkriget, en läsecirkel som bildats av henne själv, Maria Trubnikova (1835–1897) och Nadezjda Stasova (1835–1895). Efter nederlaget i Krimkriget, som hade blottställt Ryssland som efterblivet, hade kraftiga reformer införts i utbildningsväsendet, bland annat hade icke adliga fått tillträde till universitetet och 131 flickskolor grundats, varav 37 var läroverk. Trubnikova, som studerade feministisk litteratur från väst och var bekant med Josephine Butler, talade för högre utbildning för flickor för att kunna delta i de intellektuella diskussionsklubbarna på samma nivå som männen. De bildade rad välgörenhetsorganisationer för logi, mat och arbetsförmedling åt utblottade kvinnor och utgav även icke ryska böcker genom ett kooperativ. Filosofova var ordförande för flera av dessa organisationer. De fick en kort tid rätt att närvara vid föreläsningarna på universiteten, men utestängdes igen 1862. 
Kvinnogruppen under ledning av Filosofova, Trubnikova och Stasova framställde förslag på att få hålla universitetskurser för kvinnor i universitets lokaler då de inte användes av de manliga studenterna, och 1869 fick de igenom sitt krav. Dessa kurser visade sig så populära att regimen 1876 gjorde dem permanenta, men samma år förlorade kurserna rätten att utfärda universitetsexamina, och 1883 förbjöds de alla utom en i Sankt Petersburg. Följden blev att kvinnor studerade utomlands, vilket gjorde att de i regimens ögon misstänktes för revolutionära aktiviteter, och 1895 inrättades ett universitet för utbildning av kvinnligare medicinare. Samma år bildades kvinnorättsgruppen De ryska kvinnornas välgörenhetsförbund under ledning av Filosofova, som officiellt var en välgörenhetsförening på grund av det allmänna förbudet mot politisk aktivitet. Gruppen hade svårt att göra någonting konkret på grund av förbudet mot all politisk aktivism, men höjde medvetandet om feminismen. Anna Filosofova var 1899 ordförande i International Council of Women.   
År 1904 tilläts återigen universitetskurser för kvinnor utanför Sankt Petersburg, och samma år mottog Anna Filosofova och hennes kollegor ett erkännande av tsaren för sin tjugofemåriga "fruktbara verksamhet" inom Sällskapet för finansiering av högre utbildningskurser för kvinnor. År 1905 öppnades universiteten för båda könen och samma år splittrades den ryska kvinnorörelsen i och med tillståndet för politisk aktivitet infördes. Införandet av manlig rösträtt i Ryssland gjorde att frågan om kvinnlig rösträtt togs upp av förbundet, som skickade in en begäran om kvinnlig rösträtt till duman. Filosofova var 1908 ordförande i den första ryska kvinnokongressen.